# Bursa subcutanea prepatellaris

Schematische Darstellung des Kniegelenks mit Bursa subcutanea prepatellaris (Pfeil)

Die Bursa subcutanea pr(a)epatellaris (im klinischen Gebrauch häufig verkürzt als Bursa präpatellaris) ist ein Schleimbeutel im Bereich des Kniegelenkes. Er liegt zwischen der Vorderfläche der Kniescheibe und der Haut und gehört damit zu den Hautschleimbeuteln. Er sorgt für Polsterung und Verschieblichkeit der Kniescheibe gegenüber der Haut.
Die oberflächliche Lage begünstigt Verletzungen und Entzündungen der Bursa subcutanea prepatellaris (Bursitis präpatellaris). Diese können akuter oder chronischer Natur sein und zeigen sich in einer vermehrten, fluktuierenden Füllung des Schleimbeutels. Entzündungen sind vor allem Folge von Überlastungen infolge kniender Tätigkeiten („Hausmädchenknie“) und sind eine typische Berufskrankheit bei Fliesenlegern.